# Poggersdorf
Poggersdorf é um município da Áustria localizado no distrito de Klagenfurt-Land, no estado de Caríntia.